# Ziziphus attopensis
Ziziphus attopensis är en brakvedsväxtart som beskrevs av Jean Baptiste Louis Pierre. Ziziphus attopensis ingår i släktet Ziziphus och familjen brakvedsväxter. Inga underarter finns listade i Catalogue of Life.